# Albero del Piccioni
L'Albero del Piccioni (o Albero del Piccione) è un platano (Platanus orientalis L.) che si trova a circa 3 km da Ascoli Piceno seguendo la Via Salaria in direzione Roma.
Fa parte dell'elenco degli alberi monumentali italiani redatto dal Corpo forestale dello Stato.

## Storia
Menzionato per la prima volta col nome "Albero di Picciò" nel 1718, nelle carte che descrivevano i lavori di selciatura della via Salaria viene individuato come "l'albero del Signor Piccione Parisani". In seguito il suo nome si ritrova in alcuni Depositari del 1731 e del 1749 sempre riguardanti i lavori di sistemazione della strada.
La famiglia Parisani ebbe due membri col nome o soprannome di Piccione.
Il primo era Vespasiano, vivo nel XIV secolo, citato nei documenti col nome di Piccione che morì nel 1561. L'altro si chiamava Raimondo, soprannominato Piccione, e morì nel 1655.
Il platano si eleva verso il cielo con imponenti dimensioni ed ha il tronco internamente cavo. La circonferenza del suo fusto è di 8,7 m (Primato Regionale delle Marche), e alto 24 m, arricchito da un'importante chioma.

### Giovanni Piccioni
Le tradizioni popolari locali, invece, attribuiscono il nome "Piccioni" alle vicissitudini di un Giovanni Piccioni che, durante il periodo dell'Annessione al Regno d'Italia, nella seconda metà dell'Ottocento, fu comandante degli Ausiliari pontifici riorganizzando, insieme ai figli ed altri uomini a lui fedeli, il fenomeno del Brigantaggio antiunitario. Secondo questa leggenda egli avrebbe utilizzato il tronco vuoto del grande albero come nascondiglio per tendere imboscate ai viandanti.
In realtà il Giovanni Piccioni non fu un volgare ladro di strada (era stato priore a Rocca di Montecalvo sotto lo Stato Pontificio): a lui furono rivolte imputazioni  per attentato alla sicurezza dello Stato per la rivolta antiunitaria che capeggiava.
L'unico riferimento che storicamente si trova tra l'albero e il brigante Piccioni è un combattimento del 1849 tra i fedeli del brigante e i soldati repubblicani del Capitano Colucci.
I Piemontesi inviarono truppe comandate dal generale Ferdinando Augusto Pinelli per sconfiggere i Volontari Pontifici. Dopo un paio d'anni di scontri, l'Ufficiale ebbe la meglio sui briganti che, per la maggior parte, furono uccisi, mentre i superstiti finirono reclusi.
Giovanni Piccioni si mosse a difensore del Papato fino al 1863, anno del suo arresto. Fu tradito dai suoi compagni e catturato presso la Stazione Ferroviaria di San Benedetto del Tronto mentre tentava di salire su un treno diretto a Roma.
Fu processato e condannato a vita ai lavori forzati, morì nel carcere di Forte Malatesta di Ascoli Piceno.
Secondo altre fonti il platano risalirebbe addirittura all'anno 1000: in un documento del marzo 1109, tal Ranieri del fu Ferrone vendeva alla sorella Benedetta delle terre "super infra civitate asculana in locum qui dicitur ipsum platanum", riferendosi proprio al terreno dei nobili Parisani.